# Ирдынь (река)
Ирдынь (укр. Ірдинь) — левый приток реки Тясмин, протекающий по Черкасскому району (Черкасская область, Украина). Является магистральным каналом осушительной системы болота Ирдынь.

## География
Длина — 23, 36,9 км. Площадь водосборного бассейна — 285, 240 км². Русло реки в среднем течении (возле урочища Кравцево) находится на высоте 82,1 м над уровнем моря.
Берёт начало на болоте Ирдынь возле гати Васильевской. Река в верховье течёт на юго-запад, затем, сделав поворот, — юго-восток. Впадает в реку Тясмин (на 79-км от её устья, в 1957 году — на 114-км от её устья) юго-восточнее посёлка Ирдыновка.
Русло на протяжении всей длины преобразовано в магистральный канал (канализировано) и служит водоприёмником осушительной системы болота Ирдынь, в верхнем течении шириной 10 м и глубиной 3 м, в среднем — соответственно 6 м и 1,5 м, в нижнем — соответственно 8 м и 2 м. Правый крутой берег, левый пологий.
Река в верховье протекает по осушенному болоту, в среднем и нижнем течении — по болоту глубиной 0,5-1,2 м с лесами или тростниковой растительностью. Старорусловое болото Ирдынь (площадь 4903 га) образовалось заболачиванием сначала остатков русла, затем ложа древнего русла реки Ирдынь. Торфяник Ирдынь отличается в верхнем участке от долинных болот (реки Трубеж, Супой, Оржица) лесными торфяными отложениями.
Притоки: нет крупных.
Населённые пункты на реке (от истока до устья):
1. Ирдыновка

В долине реки расположен заказник Ирдынское болото.